# 프레드 드라이어

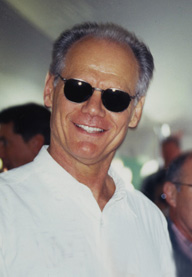

프레드 드라이어(Fred Dryer, 1946년 7월 6일 ~ )는 미국의 배우, 각본가이다.
호손에서 태어났다.

## 출연 작품
- 슈츠 온 더 루즈 (2005년) - 복스웰 의원 역
- 파이어 오버 아프가니스탄 (2003년)
- 쉐이크다운 (2002년)
- 저스티스 리그 (2001년)
- 인디펜던트 (2000년)
- 닥터슬론 (1993년)
- 게릴라 (1987년)
- 형사 헌터 (1984년)

### 텔레비전
- 치어스 (1982년)
- Out of Practice (2005년)